# Distrito de Benešov
El distrito de Benešov es uno de los doce distritos que forman la región de Bohemia Central, República Checa, con una población estimada a principio del año 2018 de 97 972 habitantes. Se encuentra ubicado en el centro-oeste del país, cerca de Praga, la capital del país. Su capital es la ciudad de Benešov.

## Localidades (población año 2018)
- Benešov 16.522
- Bernartice 233
- Bílkovice 207
- Blažejovice 116
- Borovnice 84
- Bukovany 770
- Bystřice 4.370
- Čakov 124
- Čechtice 1,384
- Čerčany 2.822
- Červený Újezd 329
- Český Šternberk 155
- Chářovice 208
- Chleby 55
- Chlístov 361
- Chlum 129
- Chmelná 144
- Chocerady 1,257
- Choratice 69
- Chotýšany 558
- Chrášťany 239
- Ctiboř 133
- Čtyřkoly 688
- Děkanovice 62
- Divišov 1.711
- Dolní Kralovice 885
- Drahňovice 98
- Dunice 65
- Heřmaničky 722
- Hradiště 26
- Hulice 289
- Hvězdonice 318
- Jankov 935
- Javorník 116
- Ješetice 128
- Kamberk 136
- Keblov 181
- Kladruby 265
- Kondrac 509
- Kozmice 317
- Křečovice 782
- Krhanice 1,034
- Křivsoudov 439
- Krňany 429
- Kuňovice 94
- Lešany 741
- Libež 191
- Litichovice 61
- Loket 568
- Louňovice pod Blaníkem 658
- Lštění 411
- Maršovice 767
- Mezno 361
- Miličín 828
- Miřetice 189
- Mnichovice 212
- Mrač 803
- Načeradec 1.067
- Nespeky 715
- Netvořice 1,103
- Neustupov 518
- Neveklov 2.622
- Olbramovice 1.236
- Ostředek 396
- Ostrov48
- Pavlovice 225
- Petroupim 303
- Popovice 275
- Poříčí nad Sázavou 1,313
- Postupice 1.333
- Pravonín 560
- Přestavlky u Čerčan 372
- Psáře 127
- Pyšely 1.938
- Rabyně 272
- Radošovice 363
- Rataje 166
- Ratměřice 299
- Řehenice 425
- Řimovice 227
- Sázava 3.722
- Šetějovice 57
- Slověnice 37
- Smilkov 270
- Snět 109
- Soběhrdy 404
- Soutice 251
- Stranný 111
- Střezimíř 320
- Strojetice 120
- Struhařov 893
- Studený 98
- Tehov 344
- Teplýšovice 527
- Tichonice 208
- Tisem 225
- Tomice 140
- Třebešice 94
- Trhový Štěpánov 1.345
- Týnec nad Sázavou 5.681
- Václavice 588
- Veliš 330
- Vlašim 11.594
- Vodslivy 98
- Vojkov 500
- Votice 4.638
- Vracovice 395
- Vranov 410
- Vrchotovy Janovice 1.018
- Všechlapy 107
- Vysoký Újezd 191
- Xaverov 59
- Zdislavice 543
- Zvěstov 354